# ميلود مراد بن عمارة
ميلود مراد بن عمارة ممثل مخضرم جزائري إيطالي ولد في 28 أكتوبر 1977 في مدينة وهران من أصل جزائري، اشتهر دوليًا في دوره ككنّاس شوارع في فيلم جيمس بوند، طيف (2015).

## سيرته
جزائري من مدينة وهران، هاجر إلى إيطاليا عام 2006 عن عمر يناهز 29 عامًا وأقام في روما. بعد تمثيله أدوار متعددة في التلفزيون والسينما الإيطالية، اكتشفه أليساندرو سياني في السينما الإيطالية والذي أراده في فيلمه الكوميدي Si accettano miracoli (2015).
شارك كعضو لجنة التحكيم ل«أيام أطلس العربية للفيلم القصير»،
|2021
اختاره ريدلي سكوت ليلعب دور عمر، أحد رجال الأعمال العراقيين الثلاثة، في الفيلم بيت غوتشي، حيث يلعب آل باتشينو دور ألدو غوتشي.

## فيلموغرافيا

### أفلام[6]
- 2014 : أملوك [إيطالي]
- 2014 : بسرعة في جيوكو
- 2015 : سي أكيتانو ميراكولي
- 2015 : الطيف[7]
- 2016 : Poveri my ricchi[8]
- 2017 : أخيرًا سبوزي [إيطالي][9]
- 2021 : بيت غوتشي

### تلفزيون[6]
- 2011 : ثأر غير عادي
- 2012 : Benvenuti a tavola - North vs South [إيطالي]
- 2013 : Benvenuti a tavola - الشمال ضد الجنوب
- 2016 : Rocco Schiavone (إيطالي)
- 2016 : لورا وباولا
- 2018 : I delitti del BarLume إيطالي
- 2019 : Giustizia بواسطة tutti
- 2019 : نور[10]
- 2021 : مينا ستمبر

## الجوائز
- في عام 2019 فاز، في كويرشانيلا في مقاطعة ليفورنو، بجائزة أفضل ممثل عن الفيلم القصير Humam للمخرج Carmelo Segreto (Premio Quercia).[11]
- أفضل ممثل في دور البطولة: في دورالغريب للسيد أورتيز خلال مهرجان سيكانيا السينمائي، إيطاليا، 2024، صقلية.[12]

## روابط خارجية
- ميلود مراد بن عمارة على موقع IMDb (الإنجليزية)
- Miloud Mourad Benamara  في قاعدة بيانات الأفلام على الإنترنت